# Bożena Nowakowska
Bożena Nowakowska, po mężu Świerczyńska (ur. 21 marca 1955 w Warszawie) – polska lekkoatletka - płotkarka, wicemistrzyni Letniej Uniwersjady (1975) w biegu na 100 m przez płotki, brązowa medalistka halowych mistrzostw Europy (1976) w biegu na biegu na 60 m przez płotki, olimpijka z Montrealu (1976). Reprezentantka i mistrzyni Polski.

## Kariera sportowa
Była zawodniczką Warszawianki (1969-1981).
Jej największymi sukcesami na arenie międzynarodowej było wicemistrzostwo Uniwersjady w 1975 w biegu na 100 m przez płotki, z czasem 13,34 (bieg ten wygrała Grażyna Rabsztyn) oraz brązowy medal halowych mistrzostw Europy w 1976 w biegu na 60 m ppł, z czasem 8,14 (bieg ten wygrała Grażyna Rabsztyn).
Reprezentowała Polskę w biegu na 100 m przez płotki na Igrzyskach Olimpijskich w 1976 (odpadła w półfinale z czasem 13,04), mistrzostwach Europy w 1974 (odpadła w półfinale z czasem 13,95), w finale Pucharu Europy w 1977 (3 m. z czasem 13,29), a także na mistrzostwach Europy juniorów w 1973 (6 m. z czasem 13,78).
Na mistrzostwach Polski seniorek na otwartym stadionie czterokrotnie stawała na podium w biegu na 100 m ppł, zdobywając tytuł mistrzowski w 1977, tytuł wicemistrzowski w 1976 oraz brązowe medale w 1974 i 1975. W 1976 została halową wicemistrzynią Polski seniorek w biegu na 60 m ppł.
Jej rekord życiowy na 100 m ppł wynosi 12,91 (9 sierpnia 1975) rekord życiowy na 60 m ppł w hali - 8,00 (7 lutego 1976 na halowych mistrzostwach Polski).
W latach 1975–1977 była klasyfikowana w 1. dziesiątce najlepszych płotkarek na listach światowych (1975 - 3 m. z wynikiem 12,91 (druga była Grażyna Rabsztyn), 1976 - 10 m. z wynikiem 13,04, 1977 - 8 m. z wynikiem 13,07).
Jest absolwentką Akademii Wychowania Fizycznego w Poznaniu, żoną lekkoatlety i olimpijczyka Andrzeja Świerczyńskiego.
Absolwentka AWF w Poznaniu, zawodniczka Warszawianki. Olimpijka z Montrealu (1976). W finale Pucharu Europy w Helsinkach (1977) była trzecia (13.29). Srebrna medalistka uniwersjady w Rzymie (1975) w czasie 13.34. W HME w Monachium (1976) wywalczyła medal brązowy w biegu na 60 m pł (8.14). W rankingu Track and Field News spośród specjalistek biegu na 100 m pł piąta w 1975 oraz dziewiąta w 1976 i 1977.
Mistrzyni kraju w biegu na 100 m przez płotki (1977). Rekordy życiowe: 100 m pł - 12,91 (1975), 60 m pł w hali - 8,00 (1976). Żona lekkoatlety i trenera Andrzeja Świerczyńskiego.